# 柏原市立堅上小学校
柏原市立堅上小学校（かしわらしりつ かたかみ しょうがっこう）は、大阪府柏原市にある公立小学校。

## 概要
柏原市の山間部に位置する小規模校である。特認校となっており、柏原市在住の児童については校区外からの通学が可能である。
2007年度からは、柏原市立堅上中学校との間で小中一貫教育を実施している。小学校1年からの週1回の英語学習をおこなう「えいご科」と、コミュニケーション能力の向上を目指す「表現科」を独自に設置する。また少人数指導やキャリア教育にも力を入れる。小学校1年～中学校3年の児童・生徒を縦割りグループに編成して異年齢交流を図り、学校行事などは小中合同でおこなう。

## 沿革
- 1872年 - 前身の雁多尾畑小学校が開校。
- 1875年 - 前身の青谷小学校が開校。
- 1887年 - 雁多尾畑尋常小学校に改称。
- 1908年 - 前身校の2校合併により、中河内郡堅上尋常小学校として開校。
- 1920年 - 中河内郡堅上尋常高等小学校に改称。
- 1941年4月1日 - 国民学校令により、中河内郡柏原町堅上国民学校に改称。
- 1947年4月1日 - 学制改革により、中河内郡柏原町立堅上小学校に改称。
- 1955年 - 現在地に移転。
- 1958年10月1日 - 市制施行により、柏原市立堅上小学校に改称。

## 通学区域
- 柏原市 雁多尾畑、青谷、本堂、峠。

小規模特認校として、柏原市内の他校区在住者についても、一定の条件の下で通学可能となっている。
卒業生は柏原市立堅上中学校に進学する。

## 交通
- 関西本線（大和路線） 河内堅上駅 北へ約4km。
- 近鉄大阪線 河内国分駅 または 関西本線 高井田駅 から市内循環バス雁多尾畑方面行きで堅上小学校前下車。